# شکار برای اکتبر سرخ
«شکار برای اکتبر سرخ» (انگلیسی: The Hunt for Red October) یک کتاب از تام کلنسی است.